# Драгомир Николић
Драгомир Николић био је југословенски и српски фудбалски тренер. Чинио је селекторски трио, заједно са Александром Тирнарићем и Љубомиром Ловрићем, југословенске фудбалске репрезентације од 1959. до 1961.